# Гордон Дмитро Ілліч
Дмитро́ Іллі́ч Гордо́н (нар. 21 жовтня 1967, Київ, Українська РСР, СРСР) — український журналіст, телеведучий, редактор газети «Бульвар Гордона» (1995—2019), засновник інтернет-видання «Гордон», власник двох «Золотих кнопок YouTube» за кількість підписників на його YouTube-каналах «Дмитрий Гордон» і «В гостях у Гордона», що перевищує 2 мільйони. У 2014—2016 роках — депутат Київської міськради.

## Життєпис

### Дитинство
Народився 21 жовтня 1967 року в Києві в Жовтневій лікарні в сім'ї інженера-будівельника Іллі Яковича та інженера-економіста Міни Давидівни (1939—2018).
Перший рік життя провів разом із батьками та бабусею в комунальній квартирі в нині знесеному триповерховому будинку на площі Толстого, на першому поверсі в цьому будинку був ресторан «Кавказ». В інтерв'ю Гордон не раз згадував, що у квартирі жило багато сімей, а єдиний туалет був розташований у дворі й кишів щурами. У 1968 році сім'я переїхала в окрему квартиру за адресою вулиця Академіка Корольова, 15-А (нині вулиця Героїв Космосу), квартира 20. У 1980 році сім'я знов переїхала — на Оболонь, у будинок за адресою вулиця Героїв Дніпра, 22, квартира 61.
Навчався у київських школах № 205 і № 194. За словами Гордона, у третьому класі вів уроки на прохання учительки й ставив своїм однокласникам оцінки в журнал. У п'ятому класі написав листи 100 артистам із проханням надіслати йому їхні фотографії з дарчим написом. Йому відповіли двоє: співаки Леонід Утьосов і Йосип Кобзон. Школу закінчив у 15 років, оскільки в шостому класі не вчився: програму здав екстерном.

### Освіта та служба в армії
1983 року вступив до Київського інженерно-будівельного інституту. Усі п'ять років навчання, за його спогадами, пройшли в муках, оскільки займався не своєю справою.
Після третього курсу Дмитра Гордона призвали до Радянської армії, де він відслужив два роки: спочатку в 195-й навчальній ракетній бригаді (в/ч 11883) в селі Медведь Шимського району Новгородської області, з якої вийшов сержантом, а потім — в 186-й навчальній ракетній бригаді (в/ч 11596) в околицях міста Луги Ленінградської області, у ракетних військах оперативно-тактичного призначення.
З армії прийшов кандидатом у члени КПРС, але, розчарувавшись у партії, вступати до неї відмовився.

## Журналістська кар'єра
На другому курсі інституту почав писати статті в провідні київські газети. Перше інтерв'ю взяв 1984 року у свого кумира — легендарного півзахисника київського «Динамо» і збірної СРСР Леоніда Буряка. Його надрукувало видання «Молодогвардієць», яке виходило у Ворошиловграді (тепер — Луганськ). А перше інтерв'ю в київській пресі було опубліковано в газеті «Комсомольское знамя» з відомим радянським і українським форвардом Ігорем Бєлановим. За час навчання у виші публікувався у найкращих українських газетах — «Вечернем Киеве», «Комсомольском знамени», «Молоді України», «Спортивній газеті», «Радянській Україні», «Правде Украины», «Рабочей газете», «Прапорі комунізму», «Молодій гвардії». Також співпрацював із «Комсомольской правдой». Після закінчення інституту отримав розподіл до редакції газети «Вечерний Киев». Гордон зазначав, що це було безпрецедентне рішення декана, оскільки за радянських часів завжди розподіляли за фахом.
У 1990 році у Києві брав інтерв'ю у Віктора Цоя, воно вийшло у газеті «Вечірній Київ». У «Вечірньому Києві» Гордон працював до 1992 року, а потім перейшов до «Киевских ведомостей». Після «Киевских» у творчій долі Гордона були «Всеукраинские ведомости». У 1995 році заснував щотижневик «Бульвар» (з 2005 року — «Бульвар Гордона»). «Бульвар Гордона» був однією з найпопулярніших і найтиражніших газет в Україні. За словами Гордона, найбільший наклад газети був з 2002 до 2003 року — 570 тис. екземплярів. Газету розповсюджували не тільки в Україні, але й певний час за кордоном: у Росії, США, Ізраїлі, Іспанії, Італії, Німеччині. До редакційної ради «Бульвару Гордона» (із 1998 року її очолював Віталій Коротич) у різний час входили видатні люди сучасності: Леонід Кравчук, Борис Нємцов, Андрій Шевченко, Андрій Данилко, Олег Блохін, Олег Базилевич, Валерій Борзов, Софія Ротару, Нані Брегвадзе, Сергій Бубка, Леонід Буряк, Роман Віктюк, Тамара Гвердцителі, Людмила Гурченко, Армен Джигарханян, Іван Драч, Євген Євтушенко, Леонід Жаботинський, Вахтанг Кікабідзе, Муслім Магомаєв, Євгенія Мірошниченко, Микола Мозговий, Гаврило Попов, Едіта П'єха, Василь Алексєєв, Олександр Швець, Борис Андресюк, Михайло Шемякін, Микола Шмельов. У березні 2014 року редакційна рада «Бульвару Гордона» була розформована через російсько-український конфлікт. У 2019 році Гордон покинув посаду головного редактора газети і передав її видавництво ТОВ «Мега-прес груп».
На дні народження «Бульвару Гордона» організовував концерти у Палаці «Україна», де виступали українські, російські та грузинські артисти: Муслім Магомаєв, Йосип Кобзон, Софія Ротару, Олександр Розенбаум, Любов Успенська, Вахтанг Кікабідзе, Людмила Гурченко, Микола Басков, Нані Брегвадзе, Михайло Шуфутинський, Ірина Аллегрова, Філіп Кіркоров, Вєрка Сердючка, Ірина Білик, Наталія Могилевська, Таїсія Повалій та інші. Останній великий концерт відбувся у 2010 році на 15-річчя газети.
У 1996 році Гордон, погодившись на пропозицію гендиректора телекомпанії «ТВ-Табачук» Вадима Табачука, почав вести цикл інтерв'ю, який згодом назвав «В гостях у Дмитра Гордона». Програма свого часу виходила на «Першому національному», «Тонісі», «Центральному каналі», 3s.tv та «112 Україна».
2008 року керівництво «Першого національного» зняло програму Гордона з ефіру через її в основному російськомовних героїв (за ліцензією, 97 % ефірного мовлення «Першого національного» мало бути українською мовою, 3 % — іншими). Програма повернулася на канал у 2010 році, але у 2015 році її закрили за рішенням керівництва. Тодішній голова правління Національної суспільної телерадіокомпанії України Зураб Аласанія заявив, що у нього з Гордоном було різне бачення щодо формату та героїв програми.
Наприкінці листопада 2013 року створив суспільно-політичне інтернет-видання «ГОРДОН». Головним редактором видання стала дружина Гордона Олеся Бацман, яка до цього працювала редактором програми Савіка Шустера. Видання запустили раніше запланованого через акції протесту в Україні, які почалися після відмови тодішньої влади від процесу євроінтеграції.
У лютому 2017 року на проросійському телеканалі «112 Україна» запущено авторський проєкт «Гордон», що чергувався з випусками із «Золотої колекції» програми «В гостях у Дмитра Гордона».
16 травня 2019 року оголосив, що разом із дружиною Олесею Бацман припиняє співпрацю з проросійським телеканалом «112 Україна» через вплив на нього олігарха, кума російського президента Володимира Путіна Віктора Медведчука. Гордон заявив, що не з'являтиметься в ефірі «112 Україна» ні як ведучий, ні як гість. У травні-червні повідомив, що не братиме участі в програмах телеканалів NewsOne і ZIK, пов'язаних із оточенням Медведчука.
У 2019 році на проросійському телеканалі «Наш», що належить колишньому нардепу-регіоналу Євгенію Мураєву, вийшло кілька випусків програми Гордона.
Гордон періодично виступає з творчими вечорами та є гостем токшоу на телебаченні. З 2017 до 2019 року проводив творчі вечори в Києві і шести обласних центрах України — Одесі, Харкові, Львові, Запоріжжі, Вінниці, Дніпрі, — а також в Кривому Розі, де відповідав на питання і співав.
У 2019 році інтерв'ю з Гордоном записав російський журналіст Юрій Дудь. Станом на травень 2024 року це відео на YouTube подивилися понад 35 млн разів млн разів. Інтерв'ю з Гордоном входить до п'ятірки найпопулярніших інтерв'ю на каналі Дудя. За кількістю переглядів його випереджають тільки програми з російським актором Дмитром Нагієвим, російською телеведучою Анастасією Івлєєвою і російським опозиціонером Олексієм Навальним.
За підсумками 2021 року Гордон очолив рейтинг найпопулярніших блогерів в Україні. Згідно з результатами дослідження, яке провела міжнародна неурядова організація Internews за підтримки Агентства США з міжнародного розвитку (USAID), 18 % респондентів відповіли, що читають чи дивляться соцмережі Гордона. Друге місце посів Дудь (11 %), третє — український телеведучий та волонтер Сергій Притула (10 %).
За підсумками 2022 Гордон знову потрапив у топ-3 цього рейтингу. 16 % опитаних українців відповіли, що у 2022 році у соцмережах читали та дивилися Притулу, друге та третє місця розділили Гордон і колишній радник Офісу президента України, блогер Олексій Арестович, за ними у соцмережах стежили по 10 % респондентів.
2023-го і 2024 року Гордон знову був у рейтингу блогерів, яких українці читають і дивляться в соцмережах найбільше. Окрім того, 2023 року українці у звільнених від російських військ і прифронтових регіонах назвали Гордона серед публічних осіб, яким довіряють найбільше. Його прізвище обрали 7% опитаних Київським міжнародним інститутом соціології (дослідження проводили за підтримки USAID).

### YouTube-проєкти
У Гордона два YouTube-канали. Перший — Канал Дмитро Гордон на YouTube журналіст створив 19 червня 2011 року. Другий — Канал «В гостях у Гордона» на YouTube — 20 червня 2012 року.
На першому каналі Гордон публікує інтерв'ю, які він дає іншим журналістам, відеозвернення, випуски програми «Гордон», проводить прямі трансляції з підписниками. На другому каналі оприлюднює інтерв'ю проєкту «В гостях у Дмитра Гордона».
Станом на червень 2025 року на каналі «Дмитро Гордон» 3,48 млн підписників, на каналі «В гостях у Гордона» — 4,42 млн..
У 2020 році інтерв'ю Гордона з колишнім керівником Офісу президента Андрієм Богданом потрапило до рейтингу найпопулярніших відео в Україні. Відео «Богдан. Крах Зеленського, Єрмак, кидок Путіна, посадка Порошенка, Коломойський. В гостях у Гордона» посіло четверте місце в рейтингу, станом на травень 2023 року його переглянули 7 млн разів. Інтерв'ю Гордона з самопроголошеним президентом Білорусі Лукашенком 2020 року потрапило до найпопулярніших відео у білоруському YouTube.
У 2021 році інтерв'ю Гордона знову потрапило до десятки найпопулярніших в Україні відео, опублікованих у YouTube. Програма з російським репером Morgenshtern посіла у рейтингу сьоме місце, станом на травень 2023 року відео набрало 9,4 млн переглядів.
Гордон зробив понад 1400 інтерв'ю, зокрема з 14 колишніми і чинними главами держав: експрезидентами України Леонідом Кравчуком і Віктором Ющенком, а також з чинним президентом Володимиром Зеленським, прем'єр-міністром Великобританії Борисом Джонсоном, президентами Польщі Александром Квасневським і Броніславом Коморовським, експрезидентом Латвії Егілсом Левітсом, експрезидентом Естонії Керсті Кальюлайд, президентом Молдови Маєю Санду, експрезидентами Грузії Едуардом Шеварднадзе і Міхеілом Саакашвілі, колишнім главою Білорусі Станіславом Шушкевичем і чинним президентом Олександром Лукашенком, експрезидентом СРСР Михайлом Горбачовим.
У 2019 році, ще до президентських виборів в Україні, Гордон записав інтерв'ю з засновником студії «Квартал 95», актором Володимиром Зеленським. У цьому інтерв'ю Зеленський фактично вперше визнав, що балотуватиметься у президенти. Критики називали це інтерв'ю програмним — у ньому Зеленський озвучив свої кроки на посаді президента.
За словами Гордона, найпам'ятнішим для нього стало інтерв'ю з радянським художником-карикатуристом Борисом Єфімовим. На момент розмови йому було 107 років, у 108 він помер.
Свої останні інтерв'ю Нонна Мордюкова, Борис Єфімов, В'ячеслав Тихонов та Едуард Хіль дали саме Гордону.
У січні 2022 року Гордон запустив власне токшоу у YouTube, яке дістало назву «ГОРДОН». Його ведучими стали Гордон і Бацман. Журналіст заявив, що це перше у світі політичне токшоу у YouTube. Програма виходила раз на тиждень, у студії її гості обговорювали актуальні політичні й соціальні теми. Прем'єра токшоу відбулася 27 січня, перший випуск менш ніж за добу набрав понад 1 млн переглядів і увійшов до переліку найпопулярніших відео в українському сегменті YouTube. До повномасштабного вторгнення Росії в Україну, яке розпочалося 24 лютого 2022 року, вийшло чотири програми, після чого вона тимчасово припинила випуск.
Згідно з аналізом видання «Слово і діло» за 2022 рік, Гордон очолював рейтинг українських YouTube-блогерів, які висвітлюють війну Росії проти України, із найбільшою аудиторією. У рейтингу YouTube-канали журналіста займали перше та друге місця з сукупною кількістю переглядів приблизно 2,6 млрд. Гордон — єдиний український блогер, на каналі якого кількість переглядів перевищувала 1 млрд. У Гордона на двох каналах було більше переглядів, ніж у решти дев'яти блогерів з рейтингу разом узятих. За підсумками 2023 року в аналогічному рейтингу YouTube-канали Гордона посіли друге та третє місця. Перше було у журналіста Дмитра Комарова, який зняв кілька документальних проєктів про війну, записав інтерв'ю з президентом України і головкомом ЗСУ.
За підсумками 2024 року Гордон знову очолив рейтинг найпопулярніших українських YouTube-блогерів, які розповідають про війну: його YouTube-канали посіли перше та третє місця.

### Супутниковий проєкт «Свобода»
У березні 2024 року міжнародна неурядова організація «Репортери без кордонів» запустила проєкт «Свобода»», у межах якого на окупованих територіях України, у Росії та країнах Балтії транслюють дев'ять російськомовних теле- та радіоканалів, зокрема канал Gordon live. На ньому у режимі 24/7 показують інтерв'ю Гордона і Бацман, а також контент з їхніх YouTube-каналів. Презентація проєкту відбулася у Європарламенті за участі й підтримки віцепрезидентки Єврокомісії Вери Йоурової. Загалом цей проєкт доступний для 61 млн домогосподарств, зокрема для 4,5 млн домогосподарств у РФ і приблизно 800 тис. — на окупованих територіях України. Його головна мета — надання людям якісної інформації, а також боротьба з російською пропагандою, сказали в інтерв'ю Бацман тодішній генеральний секретар «Репортерів без кордонів» Крістоф Делуар і керівник проєкту «Свобода» Джим Філліпофф. «Ми хочемо перевернути логіку пропаганди. Ми не хочемо протиставити пропаганду пропаганді. Це був би не дуже добрий засіб. Ми хочемо мати незалежну журналістику. Щоб її транслювали на аудиторію, яка живе у пропагандистських режимах», — пояснив Делуар.

## Політика
Переміг на виборах депутатів Київської міської ради, що відбулися у травні 2014 року. Балотувався у 38-му виборчому окрузі (Поділ) як самовисуванець. У жовтні 2015 року його переобрали в цьому ж окрузі.
7 липня 2016 року спочатку проголосував за перейменування на проспект Бандери Московського проспекту в Києві. Увечері відкликав свій голос, бо вважав, що цього пункту там немає, написавши відповідну заяву, та попросив зарахувати його проти з формулюванням: «Проспекту Бандери в Києві не має бути».. Пояснив своє рішення так: «… ми переходимо з однієї істерії в іншу: якщо раніше вулиці називали на честь комуністичних тиранів, убивць і ідолів, то тепер — на честь нацистів та їхніх прихвоснів». Гордон був єдиним депутатом Київради, який тоді не підтримав цього перейменування.
У 2023 році Гордон сказав, що змінив свою позицію щодо Бандери і тепер проголосував би за перейменування. Журналіст пояснив, що на нього дуже вплинуло інтерв'ю з авторитетним українсько-американським істориком Сергієм Плохієм, який є одним із найкращих «бандерознавців». В інтерв'ю Плохій сказав Гордону: «В професійних істориків немає героїв. Бандера — це передусім символ боротьби за незалежність». Ця фраза, за словами Гордона, перевернула його сприйняття постаті Бандери.
10 листопада 2016 року Гордон за власної ініціативи склав повноваження депутата Київради. Він сказав, що обурений «деструктивною, руйнівною поведінкою» деяких депутатів і фракцій у міськраді, що багато депутатів відстоюють не інтереси киян, а власні інтереси, й намагаються «набити собі кишені», тому він не хоче брати в цьому участі.
У 2014 році балотувався у Верховну Раду в одномандатному виборчому окрузі № 220 в Києві як самовисуванець. З 25,29 % голосів посів друге місце. Переміг на виборах кандидат від «Народного фронту» Вячеслав Константіновський, який здобув 32,98 % голосів. Константіновський побудував свою виборчу кампанію на гаслі «Продав Rolls-Royce — пішов на фронт», бо, за його словами, виборці більше нічого, крім цієї історії, про нього не знали. Гордон говорив, що на окрузі використовували брудні технології, зокрема, поширювали листівки, на яких у фотошопі Гордона зробили дещо схожим на Константіновського, написали, що вони зведені брати й що Гордон знімає свою кандидатуру на користь «любого брата».
12 січня 2019 року журналіст виклав на своєму YouTube-каналі ролик під назвою «Гордон назвав прізвище найкращого кандидата в президенти України», у якому закликав колишнього начальника Головного управління військової розвідки Міноборони України, ексголову СБУ Ігоря Смешка зареєструватися кандидатом у президенти України на виборах 2019 року. Цей ролик набрав майже 2,2 млн переглядів. Смешко подав документи у Центральну виборчу комісію, його було зареєстровано як самовисуванця. Під час виборчої кампанії Гордон кілька разів запрошував Смешка у свою авторську програму й агітував за нього голосувати, проте уточнював, що робить це не як журналіст, а як громадянин. Смешко на виборах посів шосте місце, за нього віддали голоси 6,04 % виборців (понад 1,1 млн осіб). Президентська кампанія Смешка обійшлася всього у 1,8 млн грн (приблизно $65 тис.). Гордон назвав цю виборчу кампанію найдешевшою в Україні. Комітет виборців України підрахував, скільки грошей на одного виборця витратили тоді кандидати в президенти. Виявилося, що «найдешевшим» був голос виборця Смешка, який обійшовся у 4 грн (для порівняння: найбільше за один голос виборця витратив самовисуванець Роман Насіров — 997 грн). Підтримав та проголосував за Володимира Зеленського у другому турі президентських виборів.
Під час дострокових парламентських виборів 2019 року Гордон керував штабом партії Смешка «Сила і Честь». Партія не подолала необхідного п'ятивідсоткового бар'єра — вона набрала 3,82 % голосів. 
За підсумками 2019 року Смешко увійшов до десятки найпопулярніших запитів українських користувачів Google у розділі «Персона». 
У 2021 році записав відео з 64 питаннями-претензіями до президента України Володимира Зеленського. За аналогією з тими, які Зеленський зачитував Петру Порошенку на дебатах у 2019 році. Жодної реакції Зеленського на відео не було.
Після початку повномасштабного вторгнення Росії Гордон припинив критику Зеленського і закликав об'єднатися навколо нього, щоб перемогти країну-агресора. «Він не втік у перший день [війни], він залишився на своїй посаді і виконує свої конституційні обов'язки з честю. Він усе робить для перемоги. Яку колосальну міжнародну роботу він розгорнув для цього! Я не знаю нікого, хто на місці Зеленського міг би так організувати роботу на Заході щодо допомоги Україні», — сказав Гордон.
У жовтні 2021 року Гордона не пустили до Грузії, де він, серед іншого, хотів зустрітися у в'язниці із заарештованим експрезидентом країни Михайлом Саакашвілі. За словами журналіста, після години очікування на паспортному контролі в аеропорту Тбілісі йому сказали, що в'їзд до Грузії заборонено, але не вказали причини. Гордон пов'язав це з підтримкою Саакашвілі й назвав події в аеропорту «міжнародним скандалом і ганьбою для грузинської влади». Після цього інциденту міжнародна організація «Репортери без кордонів» закликала грузинську владу поважати право журналістів виконувати свої обов'язки та пояснити, чому Гордона не пустили до країни. Один із лідерів керівної партії Грузії «Грузинська мрія», перший віце-спікер парламенту Гія Вольський заявив, що, на його думку, Гордон приїхав до Грузії не лише для журналістської діяльності, а й для «ескалації ситуації, створення напруги та скандалу», але офіційно грузинська влада так і не прокоментувала, чому журналісту було відмовлено у в'їзді.
Як показало опитування, проведене у грудні 2021 року українською соціологічною компанією «Центр Разумкова», серед лідерів думок в Україні у Гордона був найвищий рівень підтримки. Згідно з результатами дослідження, Гордон переміг би на президентських виборах, якби в них не брали участі чинні політики.

## Бізнес
Гордон називає себе заможною людиною. За словами журналіста, перші великі гроші він заробив наприкінці 1980-х: він влаштовував концерти зірок шоу-бізнесу. В інтерв'ю бізнесменові Євгену Черняку він розповів, як працювала схема: наприклад, концерт проводили в київському Палаці спорту, який вміщував 10 тис. осіб. Квитки коштували до 10 рублів, до 20 % прибутку, відповідно до закону про кооперацію, треба було віддати державі, решту суми розподіляли між артистом, адміністрацією, касирами, а також із неї покривали витрати на рекламу та оренду. Гордон стверджує, що у 1989—1991 роках у нього в квартирі «стояли мішки з грошима». Пізніше зароблені у такий спосіб гроші він вклав у нерухомість — квартири й торгові площі, які він продає або здає в оренду.
В останній публічній декларації, яку Гордон подав 2017 року як депутат Київської міськради, він вказав, що йому належить 14 квартир, а також торгова й офісна нерухомість у Києві.

## Волонтерська діяльність
Після повномасштабного вторгнення Росії в Україну Гордон ініціював збирання коштів на розвідувальні безпілотники DJI Mavic 3 для підтримки сил оборони України. На купівлю БПЛА він спрямовує власні гроші, частину доходів від продажу гумористичного мерчу в магазині Gordon Shop і донати, які збирає за допомогою своїх глядачів та підписників у соцмережах. Спершу Гордон заявляв про мету закупити 100 безпілотників. До зими 2023 року 100 безпілотників було передано військовим. Після цього Гордон продовжив проєкт, станом на жовтень 2024 року він передав силам оборони України 200 БПЛА.
За словами Бацман, на закупівлю 200 дронів було виділено приблизно $450 тис. . Журналіст розповідав, що передання дронів координує з керівництвом армії. Свого часу саме у Генштабі ЗСУ йому порадили купувати розвідувальні дрони Mavic, оскільки в них велика потреба на фронті.

## Погляди
Гордон критикує СРСР і заявляє, що зрадів його розвалу. Він вважає, що 70 років, поки існувала радянська держава, були роками геноциду власного населення. «Радянський фасад був непоганий, але це була залізна завіса й жорстка система, яка карала за непокору» — сказав журналіст.
Гордон підтримував дві революції в Україні — Помаранчеву революцію (2004—2005) і Євромайдан (2013—2014). 24 листопада 2004 року, після того, як Центральна виборча комісія України оголосила тодішнього прем'єр-міністра Віктора Януковича переможцем президентських виборів, Гордон приїхав на «5 канал» і в прямому ефірі закликав українців виходити на Майдан на підтримку опозиційного кандидата Віктора Ющенка. Під час протестів 2014 років він виступав проти переговорів опозиції з тодішнім президентом Віктором Януковичем. "Сьогодні опозиція підписала з Януковичем угоду про дострокові вибори наприкінці року, а я дивуюся: і що, весь цей час президентом моєї країни буде залишатися людина, яка втопила Київ у крові? «На хріна мені такий президент? — кажу я собі, — і така опозиція? А не пішли б вони всі на х…?» — заявив він 21 лютого 2014 року, ще до усунення Януковича від влади. Гордон також закликав привезти Януковича в клітці на Майдан.
Кращим президентом в історії України вважає Леоніда Кучму. На думку Гордона, при Кучмі Україна «прожила кращі 10 років із 30 років незалежності».
Послідовно критикує політику президента РФ Володимира Путіна щодо України — анексію Криму, російську агресію на Донбасі й повномасштабне вторгнення 2022 року. 
2019 року в прямому ефірі телеканалу «Росія 1» назвав Путіна злочинцем, після чого, за словами Гордона, російські федеральні канали припинили запрошувати його на включення.
Гордон вважає, що відносини між Росією і Україною налагодяться тільки після того, як РФ поверне Україні захоплені території, «покається за те, що накоїла», й компенсує завдані матеріальні збитки. «Поки Росія цього не зробить, про жодне покращення відносин мови бути не може», — переконаний журналіст. До повномасштабного вторгнення Росії Гордон казав, що для себе розділяє російську державу й російський народ: російську державу він вважав ворогом, а до росіян ставився добре. Проте після повномасштабного вторгнення журналіст називав росіян «генетичними рабами», які навіть протестують на колінах, і бажав російському народу «зануритися в хаос, злидні, голод і так спокутувати свій гріх».
Вважає своєю рідною мовою російську, у побуті переважно спілкується російською мовою, володіє українською. На думку Гордона, державною мовою в Україні має бути лише українська. Водночас заявляв, що Росія «не може приватизувати велику російську мову». За його словами, російська мова — це мова міжнаціонального спілкування, «завдяки якій українці, що розмовляють українською, можуть зрозуміти таджиків, які говорять таджицькою», вона не може бути «носієм ворожої ідеології».

### Повномасштабна війна Росії проти України
З перших днів війни Гордон у соцмережах і YouTube критикує дії Росії та її керівництво й розповідає про злочини, які російські військовослужбовці скоюють в Україні. Він першим попередив, що росіяни незаконно облаштували фільтраційні табори для українців, які залишають окуповані території, що нагадують фільтраційні табори НКВС СРСР, і застосовують там тортури. Це відео на каналі «В гостях у Гордона» переглянули понад 1,6 млн разів.
Через 15 хвилин після початку широкомасштабного вторгнення російських військ в Україну Гордон виклав у YouTube ролик із закликом до українців захищати свою землю, а за кілька годин — звернення до росіян: лідерів думок він закликав публічно виступати проти війни, а матерів російських солдатів — не відправляти синів убивати українців. За 11 днів до вторгнення, 13 лютого, Гордон із центру Києва записав звернення до Путіна та росіян, яке набрало понад 3,1 млн переглядів. Гордон, звертаючись до Путіна, сказав, що українці захищатимуть свою країну, свої будинки й нікуди не підуть, а росіян він закликав не дозволяти використовувати їхніх дітей у війні «як м'ясо».
Гордон неодноразово публічно звертався до росіян із закликом забиратися з України, називав Путіна «фашистом» і «параноїком, що збожеволів». Він зазначав, що Путін, розпочавши війну проти України, зробив фатальну помилку, бо думав, що «українці піднімуть білий прапор і зустрінуть загарбників хлібом-сіллю», але в підсумку зазнав поразки; бажав йому дожити до суду й «горіти в пеклі». Водночас, на думку журналіста, перед судом має постати не лише Путін, а й російські пропагандисти, які розпалювали ненависть до українців, насамперед Володимир Соловйов.
Росію Гордон називав «глибоко хворою нацистською, фашистською країною», у якої відсутня ідеологія та національна ідея. На його думку, після поразки у війні проти України в Росії може розпочатись громадянська війна.
Водночас журналіст наголошував: його висловлювання — не русофобія, а «тверезий погляд на речі». «Якщо країна складається зі злочинців і бовдурів, це не русофобія, а констатація медичного факту», — сказав він.
У Росії та Білорусі за поширення заяв Гордона переслідують громадян, зокрема і за кримінальними статтями. У травні 2022 року у Росії заарештували жительку Санкт-Петербурга Вікторію Петрову. Дівчині інкримінують статтю про поширення «фейків» про російську армію, їй загрожувало 10 років в'язниці. Петрову заарештували за публікацію антивоєнного поста в соцмережі «ВКонтакте», до якого вона прикріпила кілька роликів із різних YouTube-каналів, зокрема і з каналу Гордона. У грудні 2023 року суд на пів року відправив Петрову на примусове лікування до психіатричної лікарні, хоча раніше вона за психіатричною допомогою не зверталася й на обліку не перебувала. 
У лютому 2023 року стало відомо, що в Білорусі суд дав півтора року колонії жителю Житковицького району за репост у «ВКонтакте» одного з роликів Гордона. У цьому ролику журналіст, звертаючись до Путіна та Лукашенка, сказав: «Горіть у пеклі, чорти!». Суд вирішив, що у такий спосіб білорус образив президентів двох країн. Окрім того, у листопаді 2022 року стало відомо, що російського музиканта Андрія Макаревича внесли до списку «іноагентів» у Росії за інтерв'ю, яке він дав Гордону.
У січні 2023 року російський бізнесмен, засновник приватної військової компанії «Вагнер», що бере участь у війні проти України, Євген Пригожин анонсував закриття YouTube в Росії найближчим часом. Він заявив, що 40 % контенту в YouTube політизовано і направлено проти Росії, і розкритикував росіян, які на відеохостингу «слухають розповіді українських лідерів», серед яких він назвав Гордона та російського юриста і блогера Марка Фейгіна. Гордон зазначив, що Пригожин «правильно зробив», коли назвав його українським лідером. Він нагадав, що на двох YouTube-каналах на той момент було 6 млн підписників, «а переглядів там мільярди», його дивляться в багатьох країнах і його слово має вагу.

## Переслідування в Росії
21 березня 2022 року Слідчий комітет Росії відкрив кримінальну справу проти Гордона. Його звинуватили в публічних закликах до розв'язування агресивної війни, розпалюванні ненависті за ознакою національності та публічному поширенні буцімто неправдивої інформації про дії російських силовиків.
Гордон у відповідь заявив, що у нього немає іншої реакції, окрім гордості. «Я служу Україні, служу народу України і є прямою загрозою для російської диктатури. Справа проти мене в Росії свідчить про те, що я на інформаційному фронті все роблю вірно», — зазначив журналіст.
6 квітня 2022 року стало відомо, що журналіста внесли до переліку організацій та фізичних осіб, яких у Росії вважають причетними до екстремістської діяльності чи тероризму, а 28 квітня голова Слідкому РФ Олександр Бастрикін доручив перевірити зміст книг Гордона. Сам журналіст зазначив, що взагалі здивувався, дізнавшись, що його книги продають у Росії.
19 липня 2022 року стало відомо, що МВС Росії оголосило Гордона в розшук, а за два дні суд у Москві його заочно арештував. Гордон у відповідь сказав, що після нападу Росії на Україну та окупації Криму він багато років бореться в інформаційному полі проти РФ, тому рішення МВС Росії його не здивувало, і додав: «Я чхати на них хотів, нехай поцілують мене в дупу… Вони мене в розшук оголосили… З таким само успіхом оголошую в розшук МВС Росії».
У січні 2024 року стало відомо, що проти Гордона в Росії відкрили нову кримінальну справу нібито через «публічні заклики до тероризму» та повторно оголосили його в розшук.
1 липня 2024 року 2-й Західний окружний військовий суд у Москві за сукупністю всіх звинувачень заочно засудив Гордона до 14 років ув'язнення. Суддя Роман Кіфоренко ухвалив рішення, що перші три роки журналіст повинен перебувати у в'язниці, решти строку — у колонії загального режиму. Окрім того, йому три роки заборонили адмініструвати інтернет-ресурси. Суд зазначив, що вирок набуде чинності «після затримання Гордона на території РФ або екстрадиції до РФ». На суді стало відомо, що справу проти Гордона відкрили через три відео, які він розмістив на своїх YouTube-каналах у 2022 році. За версією обвинувачення, у цих відео він, зокрема, «закликав убити Путіна і Лукашенка», а також «закликав США розпочати агресивну війну проти Росії із застосуванням ядерної зброї». Коментуючи рішення суду, Гордон сказав, що його медіаресурси працюють на перемогу України у війні. «Я дякую Росії за таку високу оцінку моїх заслуг перед моєю країною. Так, я зробив Росії боляче і продовжуватиму робити боляче», — наголосив журналіст.
«Репортери без кордонів» засудили вирок російського суду Гордону. Судовий процес проти журналіста вони назвали «правовим фарсом» і зазначили, що мета російської влади — залякати журналістів, які публікують незалежну інформацію про вторгнення Росії в Україну.
2 вересня 2022 року у Росії Гордона занесли до реєстру фізичних осіб — «іноземних агентів». Коментуючи рішення російського Мін'юсту, Гордон заявив, що «у Москві зовсім збожеволіли». «Вони хворі на голову? Я не можу бути „іноагентом“, я ж не громадянин Російської Федерації», — сказав журналіст.
Гордон заявив, що він єдина людина в Україні, проти якої Росія застосувала такий спектр заходів. Він пояснив, що його платформи в інтернеті — YouTube-канали, сторінки в соцмережах, сайт «ГОРДОН» — мають сукупну аудиторію понад 10 млн осіб. «Вісім років війни я послідовно борюся проти Кремля та Путіна. Моє слово або слово тих, кого я запрошую на інтерв'ю, має величезний резонанс. Тому я — ворог № 1 для Путіна та Кремля», — заявив він.
У вересні 2022 року Гордон подав позов проти Росії до Європейського суду з прав людини. Він попросив суд визнати неправомірним його кримінальне переслідування «за прямі, правдиві висловлювання про агресію Росії проти України». «Визнавши порушення Європейської конвенції з прав людини з боку Росії, ЄСПЛ фактично підтвердить, що прямі, радикальні висловлювання українців на адресу Росії є виправданими й допустимими з погляду міжнародного права», — пояснив журналіст. У лютому 2025 року Гордон виграв справу проти Росії в ЄСПЛ. Суд одностайно ухвалив рішення, що у справі Гордона та інших заявників із боку РФ було порушення ст. 10 Європейської конвенції про права людини, у якій йдеться про свободу висловлення думок. У висновку суду зазначено, що заяви Гордона про Росію слід розглядати у належному контексті, оскільки їх було зроблено, коли Росія атакувала українські міста й гинули мирні жителі. До того ж, наголосили в суді, вони були спрямовані безпосередньо на російських військових та політичне керівництво, відповідальне за початок воєнних дій, а не російське населення загалом. У ЄСПЛ дійшли висновку, що метою переслідування Гордона в Росії було не запобігання підбурюванню насильства, а придушення будь-якої критики російських воєнних дій. Отже, рішення створило прецедент щодо висловлювань про російську агресію, оскільки суд ухвалив, що навіть якщо журналісти роблять жорсткі висловлювання про Росію та її президента, ці заяви потрібно розглядати лише в контексті, у якому їх було зроблено.

## Підготовка замаху з боку ФСБ
У вересні 2024 року Служба безпеки України заявила про викриття агентурної мережі елітного підрозділу ФСБ РФ, яка працювала в Києві та, серед іншого, планувала вбивство Гордона. За даними спецслужби, роботу мережі координував колишній народний депутат від забороненої Партії регіонів. За даними ЗМІ, йдеться про Віталія Грушевського, який був парламентарієм у 2012—2014 роках. Пізніше в СБУ підтвердили, що підозрюваний — Грушевський.
Політика та ще трьох підозрюваних затримали. СБУ опублікувала листування фігурантів справи, у якому один із них просив показати «зовнішній вигляд будинку Гордона».
Журналіст переконаний, що команду його вбити дав особисто Путін, бо «такі справи ніколи не робляться без вказівки першої особи». Він наголосив, що через свою журналістську діяльність є одним із головних ворогів Росії, але дії російських спецслужб його не залякають й не зупинять. «За мною правда, моя країна та моя впевненість у тому, що росіяни все одно не переможуть. Ми на своїй землі й приречені на перемогу», — сказав журналіст.
У червні 2025 року СБУ повідомила, що викрила другу групу агентів ФСБ, які готували замах на Гордона

.
За даними СБУ, організував групу 36-річний громадянин РФ із Північного Кавказу. Для конспірації російські спецслужби сфабрикували проти нього кримінальні справи й оголосили у розшук. Він приїхав в Україну ще до повномасштабного вторгнення РФ начебто як політичний вигнанець з Росії, а в Україні зав'язав стосунки з дочкою колишнього високопосадовця МВС України і на російські гроші організував службу таксі, розповіли у СБУ. Автомобілі цієї служби було обладнано відеореєстраторами. Головний підозрюваний, за даними слідчих, створив чотири агентурно-бойові групи, які на цих автомобілях стежили за Гордоном, щоб з'ясувати його розпорядок дня, місця, де він часто буває, і наявність охорони. За задумом ФСБ, Гордона мали застрелити з вогнепальної зброї. Причому, як розповів голова СБУ Василь Малюк, якби журналіст був один, то його планували вбити коротким пістолетом, якщо з охоронцем — автоматом, «а потім добити пістолетом». Після нападу, як встановила СБУ, кілер мав швидко втекти з місця події на мотоциклі. Координатора та всіх учасників агентурно-бойових груп затримали. За даними СБУ, за вбивство Гордона ФСБ їм обіцяла $ 400 тис.
Малюк пояснив, чому російські спецслужби готують замахи саме на Гордона. Він наголосив, що журналіст «тригерить росіян». Голова СБУ нагадав, що у Гордона дуже велика аудиторія, зокрема в Росії та на окупованих територіях України. «Він багато працює, багато хто його дивився і дивиться. Він висловлює проукраїнські погляди щиро й відверто, які «натягує» росіянам на голови. Наш Гордон їх тригерить конкретно. Путінський режим вважає його головним пропагандистом України», — сказав Малюк. 
Малюк також повідомив, що президент РФ Володимир Путін 2023 року підписав розпорядження, яким дав завдання організовувати терористичні акти в Україні, зокрема проти Гордона, аби «створювати в Україні «диверсійний шум».
«Репортери без кордонів» засудили підготовку замахів на Гордона й закликали провести ретельне розслідування й установити організаторів.

## Інша творчість
Окрім випуску програм, Гордон видає книги з власними інтерв'ю (уже вийшло 57 книг, зокрема, восьмитомник «Герои смутного времени»). За словами журналіста, загалом він планує видати 58 книг, після чого припинить цим займатися.
Крім журналістики, Гордон захоплюється естрадою. Записав приблизно 100 пісень, випустив сім альбомів і зняв вісім кліпів (із Валерієм Леонтьєвим, Олександром Розенбаумом, Тамарою Гвердцителі, Наталією Могилевською, Наталією Бучинською і сольних).

### Книги
- 1989 — «Александр Заваров»;
- 1989 — «Сборная СССР – вице-чемпион Европы»;
- 1990 — «На полпути к вершине»;
- 1992 — «Анатолий Кашпировский»;
- 1992 — «Серафима»;
- 1992 — «Молчание — золото»;
- 1994 — «Герои смутного времени» (в трёх томах);
- 1999 — «Моя душа страдает смертельно…» Беседы с Кашпировским;
- 2003 — «Герои смутного времени» (в восьми томах);
- 2004 — «Звёзды эстрады»;
- 2004 — «Звёзды спорта»;
- 2004 — «Звёзды политического небосклона»;
- 2004 — «Звёзды театра и кино»;
- 2004 — «Лица Украины»;
- 2004 — «В гостях у Дмитрия Гордона» (в двух томах);
- 2005 — «С глазу на глаз»;
- 2006 — «Как на духу»;
- 2006 — «Диалог длиною в жизнь»;
- 2006 — «По душам»;
- 2006 — «Начистоту»;
- 2006 — «Начистоту (дополненное издание)»;
- 2006 — «Поговорим»;
- 2007 — «Без купюр»;
- 2007 — «О том, о сём»;
- 2007 — «Тет-а-тет»;
- 2008 — «Березовский и Коржаков. Кремлёвские тайны»;
- 2009 — «Без ретуши и глянца»;
- 2009 — «От печали до радости»;
- 2009 — «Слово за слово»;
- 2009 — «Высота одиночества»;
- 2010 — «Сын за отца»;
- 2010 — «Под увеличительным стеклом»;
- 2010 — «Между прошлым и будущим»;
- 2010 — «Виктор Суворов. Исповедь»;
- 2011 — «Беспокойная память»;
- 2012 — «Момент истины»;
- 2012 — «Далёкое близкое»;
- 2012 — «Десять часов в Лондоне. Березовский. Буковский. Суворов»;
- 2013 — «Мужской разговор»;
- 2013 — «Без утайки»;
- 2013 — «Березовский и Коржаков. Кремлёвские тайны»;
- 2014 — «Души отдушина»;
- 2014 — «Правда о России и Путине»;
- 2014 — «Виктор Суворов: исповедь перебежчика»;
- 2014 — «Свет и тень»;
- 2015 — «Святое и грешное»;
- 2015 — «Не напоказ»;
- 2016 — «Между строк»;
- 2017 — «Память сердца»;
- 2017 — «Прикосновение»;
- 2017 — «Как перед Богом»;
- 2018 — «На перепутье»;
- 2018 — «Украинский излом»;
- 2018 — «Проникновение»;
- 2019 — «Зеленский и…»;
- 2020 — «По душам»;
- 2020 — «Свет в конце тоннеля».

### Дискографія
- 2006 — «А ми удвох»
- 2006 — «Вперше»
- 2006 — «Я улыбаюсь тебе»
- 2006 — «Маета»
- 2006 — «Чужая жена»
- 2012 — «Все еще впереди»
- 2014 — «Река надежды»

### Відеокліпи
- 2002 — «Зима» («Плюшевый мишка») [Архівовано 9 липня 2020 у Wayback Machine.] — дует з Наталією Могилевською
- 2002 — «Скрипка грає» [Архівовано 11 липня 2020 у Wayback Machine.] (укр.) — дует з Тамарою Гвердцителі
- 2003 — «Клетчатый» [Архівовано 13 липня 2020 у Wayback Machine.] — дует з Олександром Розенбаумом
- 2003 — «С Новым годом!» [Архівовано 11 липня 2020 у Wayback Machine.]
- 2004 — «А ми удвох» [Архівовано 9 липня 2020 у Wayback Machine.] (укр.) — дует з Валерієм Леонтьєвим
- 2005 — «Я улыбаюсь тебе» [Архівовано 12 липня 2020 у Wayback Machine.]
- 2005 — «За Блохина!» [Архівовано 9 липня 2020 у Wayback Machine.]
- 2006 — «Первая любовь» [Архівовано 9 липня 2020 у Wayback Machine.] — дует з Наталією Бучинською

2009 року Гордон знявся в епізодичній ролі у фільмі російського режисера Іллі Хржановського «Дау» про життя відомого радянського фізика Льва Ландау. Журналіст зіграв комбрига Червоної армії.
У 2021 році знявся в українській комедії «Сусідка», у якій зіграв самого себе.

## Інтернет-меми
Гордон — автор кількох російськомовних мемів. Один з них стосується фрази «Я тобі кадик вирву, суко». Її журналіст сказав у березні 2019 року під час публічного конфлікту з представниками партії ВО «Свобода», які побажали йому смерті. Після цієї фрази, за словами Гордона, багато хто почав цікавитися, як виривати кадик, і він записав спеціальне відео на цю тему, яке теж стало вірусним.
У грудні 2020 року під час інтерв'ю з російським бізнесменом та опозиціонером Михайлом Ходорковським Гордон запитав, у яких умовах той перебував під час свого 10-річного ув'язнення. Цей діалог спровокував сотні мемів і фотожаб:

Дмитро Гордон: У яких умовах ви сиділи?
Михайло Ходорковський: Барак.
Дмитро Гордон: Обама…
Михайло Ходорковський: Ну типу…

У лютому 2021 року Гордон дав інтерв'ю білоруському опозиційному YouTube-каналу «Країна для життя». ЗМІ звернули увагу, що в інтерв'ю він за 30 секунд три рази пожартував у стилі «Барак? Обама!»:

Євген Соленко: Не будемо вас затримувати, але є одне питання…
Дмитро Гордон: І за це вам спасибі. А то бачите в Білорусі як затримують.
Євген Соленко: Це так. Але точно не так довго! Одне питання. Таке, напевно, особисте, цікаве. Потрібна ваша порада (в оригіналі російською — совет).
Дмитро Гордон: Совет да любовь.
Євген Соленко: Так, на цьому можна й закінчити. Дуже дякую, Дмитре, але я все ж уточню. Я спостерігаю за вашою роботою дуже давно, стежу за вами…
Дмитро Гордон: Я знав, що за мною хтось стежить.

Журналіст стверджує, що жарт про Обаму не був заготовлений і що він нерідко вдається до такого прийому в інтерв'ю, щоб розслабити й «перемкнути» співрозмовника.
За словами журналіста, він не міг уявити, що цей жарт стане таким популярним у мережі. Про подібне заявив і Ходорковський.
2020 року Гордон запустив інтернет-магазин Gordon Shop, де продає речі зі своїм зображенням і висловлюваннями.
У липні 2021 року колишній генеральний продюсер телеканалу «Наш» Євген Дудник під творчим псевдонімом Жетон дебютував у ролі співака й присвятив свою першу пісню Гордону і його мему про кадик. У кліпі знявся і сам журналіст.
27 лютого 2022 року в ефірі російського телеканала «Дождь» Гордон сказав, що ненавидить російську державу та російську армію, яка «сіє смерть» в Україні, а потім звернувся до російських солдатів зі словами: «Пиздуйте на хуй звідси, йобані підараси!». Ця фраза теж стала мемом, а російський репер Morgenshtern використав її у своєму антивоєнному кліпі на пісню «12».
У 2022 році Гордон випустив колекцію арт-токенів (NFT), яку назвав Super Gordon. До неї входить 3500 зображень журналіста у різних образах — у костюмі Супермена, у кепці McDonald's, зі статуеткою «Оскар», з козацькою оселедцем, з головою російського пропагандиста Володимира Соловйова тощо.

## Критика
Досить часто Гордон ставав об'єктом критики з різних причин: він брав компліментарні інтерв'ю у колаборантки Наталії Поклонської та російського терориста Ігоря Гіркіна, дружив з багатьма путіністами й українофобами, зокрема з російським співаком Йосипом Кобзоном, кілька його інтерв'ю вийшло на проросійському каналі Євгена Мураєва «Наш». Про одного із засновників партії «Єдина Росія» Гордон сказав так: «Какой замечательный человек Карелин». Також мав дружні стосунки з членом партії  «Єдина Росія» Олександром Розенбаумом на пісню якого зняв свій перший музичний відеокліп «Зима» і згодом вже разом гуляли по Києву у третьому відеокліпі «Клетчатый».
Українська медіаексперта, шеф-редакторка порталу «Детектор медіа» Наталя Лігачова, реагуючи на закиди про компліментарні інтерв'ю Гордона, зазначала, що він — професіонал своєї справи і може брати різні інтерв'ю, але такий стиль бесіди — один із методів заручитися підтримкою співрозмовника. Сам Гордон теж це визнавав і зазначав, що це його «фішка» «Ти маєш людину примусити, аби вона розповідала те, що, можливо, не розповість нікому і ніколи… Якщо ти хочеш людину привернути до себе, привертай, інакше не буде нічого», — пояснив свій стиль Гордон.
Щодо зміни думки про деяких людей чи події журналіст зазначав, що він, як і всі люди, може змінити своє ставлення до чогось чи когось, якщо йому відкриють нові факти, нададуть логічні пояснення, чому його думка хибна, чи аргументують, що він раніше помилявся.

### Псевдомедицина
У 1990-х і 2000-х роках Гордон рекламував "Золоті піраміди «Ю-Шинсе», які, як стверджують критики, не мали жодного лікувального ефекту. Водночас сам журналіст піраміду «Ю-Шинсе» називав офіційно запатентованим медичним приладом, за допомогою якого зцілився його друг. Піраміди «Ю-Шинсе» — металеві пірамідки, які потрібно одягати на голову. Гордон переконаний, що через «енергію форми» вони можуть лікувати різні хвороби й покращувати тиск. «Бульвар Гордона» неодноразово рекламував «Шилентин», заявлений як ліки від раку, гепатиту, діабету, туберкульозу та герпесу. За інформацією Радіо Свобода, Антимонопольний комітет визнав препарат дієтичною добавкою без лікувальних властивостей. «Шилентин», як і «Золоті піраміди „Ю-Шинсе“», виробляла компанія «Сілверхорст», керівником якої був знайомий Гордона, видавець його газети. За словами Гордона, препарати мали ліцензію Міністерства охорони здоров'я України, а за рекламу має відповідати не головний редактор, а рекламний відділ.
Журналіста також критикували за організацію масових зустрічей людей із різними екстрасенсами, ворожками і астрологами, наприклад, Анатолієм Кашпіровським, Аланом Чумаком та іншими. В інтерв'ю Євгену Черняку Гордон сказав, що переважно на гастролях цих людей і зірок шоубізнесу заробив свій перший капітал і успішно вклав його в нерухомість.

### Інтерв'ю
За словами Гордона, довгий час він хотів зробити інтерв'ю з Володимиром Путіним. У 2020 році навіть пропонував $50 тис. тому, хто це організує, потім подвоїв винагороду, але після повномасштабного вторгнення заявив, що йому Путін більше не цікавий, бо він — уже «відіграна карта».

#### Наталія Поклонська й Ігор Гіркін
11 травня 2020 року Гордон опублікував інтерв'ю з українофобкою, українською колаборанткою з Росії, так званою «прокуроркою» тимчасово окупованого РФ Криму Наталією Поклонською.
18 травня 2020 року Гордон опублікував інтерв'ю з російським терористом в міжнародному розшуку Ігорем Гіркіним, який на той час підозрювався у причетності до збиття Boeing 777 рейсу MH17. Суд у Нідерландах 17 листопада 2022 року визнав Ігоря Гіркіна винними у справі про збитий над Донбасом Boeing, вирок — довічне ув'язненя.
Гордона критикували за нібито легітимацію ворогів України та «компліментарні» інтерв'ю.
18 травня 2020 року Гордон заявив, що його інтерв'ю з Гіркіним та інтерв'ю з Поклонською були зроблені «у співдружності з українськими спецслужбами» і їх записи вже передані до Гаазького суду й будуть використані як «свідчення» у справі про анексію Криму і розв'язування війни на Донбасі.
19 травня 2020 року у СБУ заявили, що інтерв'ю з Поклонською та Гіркіним є особистою ініціативою Гордона.
Пізніше Гордон уточнив, що це була спільна операція з Головним управлінням розвідки Міністерства оборони України, більшість запитань готували співробітники цього відомства за погодженням з Офісом генерального прокурора. Тодішній керівник ГУР Василь Бурба це підтвердив. Він розповів, що ГУР і Гордон спільно працювали над інтерв'ю з Поклонською і Гіркіним і що президент України Володимир Зеленський був у курсі цих спецоперацій. У Telegram-каналах публікували переписку Гордона з Бурбою, у якій ішлося про організацію інтерв'ю.
Тодішній заступник генпрокурора Гюндуз Мамедов розповів, що дані з інтерв'ю з Поклонською та Гіркіним слідство використає у провадженнях проти них. Видання «Бабель» з'ясувало, які саме заяви Поклонської і Гіркіна, що пролунали в інтерв'ю, були важливими для слідства.
8 червня 2020 року стало відомо, що суд у справі щодо збиття літака рейсу MH17 над Донбасом у 2014 році має намір долучити до справи інтерв'ю Гордона з колишнім ватажком бойовиків «ДНР» Гіркіним.
У 2021 році ці матеріали заслуховували в суді.

## Конфлікт із Соловйовим
З 2019 року триває публічна заочна перепалка Гордона з російським пропагандистом Володимиром Соловйовим.
Вона почалася у вересні 2019 року, коли Соловйов в ефірі своєї програми на телеканалі «Росія 1» розкритикував заяву Гордона про існування "плану «Новоросія»: за інформацією українського журналіста, у 2014 році Росія планувала захопити частину південних і східних областей України, але план провалився. Соловйов сказав, що це наклеп, тому українського журналіста потрібно судити за сказане, що він його зневажає і що Гордон «ганьбить хороше єврейське прізвище».
Гордон у відповідь назвав Соловйова «запеклим пропагандистом» і розцінив сказане на свою адресу як «орден». Журналіст порадив Соловйову подивитися на свої руки, оскільки на них «кров українців і росіян, які під впливом його брехливої, мерзенної пропаганди пішли воювати один проти одного», і припустив, що російський телеведучий любить «не так Росію, як купюри із зображеннями американських президентів».
Після цього Соловйов неодноразово ображав українського журналіста, називав його «бездарністю», «мерзотником», «негідником», «мерзотою нацистською», «дегенератом» і «ідіотом», дорікав за використання російської мови.
Після згадок в ефірі Гордон записував відеовідповіді Соловйову. Український журналіст говорив, що в його розумінні Соловйов — «людина абсолютно без принципів», для якої головне — гроші, що після «сраних програм» телеведучого на Донбасі гинуть українські військовослужбовці, називав його «лідером російських інформаційних спецзагонів», «скотиною», «негідником» і «злочинцем», а також висловлював думку, що Соловйов потребує «невідкладної медичної допомоги».
Гордон зазначав, що йому «навіть приємно», що Соловйов постійно згадує його в ефірах. «Якщо таке гівно говорить погано про мене, значить, я не зовсім пропаща людина», — сказав Гордон у травні 2020 року.
У липні 2020 року український журналіст присвятив Соловйову пісню «Італійський партизан», створену за мотивами композиції «Комарово» Ігоря Ніколаєва. У ній він назвав Соловйова «вечірнім мудозвоном» і «солов'їним послідом». На початку 2021 року YouTube заблокував відео «Італійський партизан», яке до того моменту подивилися понад 1 млн разів. Гордон розповів, що отримав претензію від Ніколаєва за порушення авторських прав, і припустив, що Ніколаєв надіслав скаргу на прохання Соловйова.

## Сім'я
Перша дружина — Наталія, з якою має сина Ростислава (1992 р.н.). Ростислав — випускник Київського інституту міжнародних відносин, захоплюється фотографією. Від стосунків зі Златою має сина Дмитра (1995 р.н.). Він композитор, закінчив Музичний коледж Берклі у Бостоні. Чотириразовий чемпіон Європи з об'єднаних єдиноборств (ката зі зброєю). Друга дружина — Олена, у шлюбі народилися Єлизавета (1999 р.н.) і Лев (2001 р.н.).
Нинішня дружина — Олеся Бацман — колишня редакторка програми «Шустер LIVE» «Савік Шустер Студії», із 2013 року — головна редакторка суспільно-політичного видання «Гордон».
У 2012 році у них народилася донька Санта, у 2016-му — донька Аліса,, у 2019-му — донька Ліана.